# Валле-Верде (Техас)
Валле-Верде (англ. Valle Verde) — переписна місцевість (CDP) в США, в окрузі Вебб штату Техас. Населення — 0 осіб (2010).

## Географія
Валле-Верде розташований за координатами 27°40′47″ пн. ш. 99°12′4″ зх. д. / 27.67972° пн. ш. 99.20111° зх. д. (27.679720, -99.201016).  За даними Бюро перепису населення США в 2010 році переписна місцевість мала площу 0,51 км², уся площа — суходіл.